# قلعة مهدي (كعيدنة)

تعديل مصدري - تعديل

قلعة مهدي هي إحدى قرى عزلة سواخ بمديرية كعيدنة التابعة لمحافظة حجة، بلغ تعداد سكانها 247 نسمة حسب تعداد اليمن لعام 2004.